# Stortjärnen (Tännäs socken, Härjedalen, 691950-132929)
Stortjärnen är en sjö i Härjedalens kommun i Härjedalen och ingår i Göta älvs huvudavrinningsområde. Sjön har en area på 0,171 kvadratkilometer och ligger 770,1 meter över havet. Stortjärnen ligger i Rogen Natura 2000-område.

## Delavrinningsområde
Stortjärnen ingår i det delavrinningsområde (691965-132942) som SMHI kallar för Utloppet av Stortjärnen. Medelhöjden är 779 meter över havet och ytan är 2,2 kvadratkilometer. Det finns inga avrinningsområden uppströms utan avrinningsområdet är högsta punkten. Vattendraget som avvattnar avrinningsområdet har biflödesordning 2, vilket innebär att vattnet flödar genom totalt 2 vattendrag innan det når havet efter 724 kilometer. Avrinningsområdet består mestadels av skog (91 procent). Avrinningsområdet har 0,17 kvadratkilometer vattenytor vilket ger det en sjöprocent på 7,8 procent.